# Deutsche Badmintonmeisterschaft 2014
Die Deutschen Badmintonmeisterschaften 2014 fanden vom 30. Januar bis zum 2. Februar 2014 in Bielefeld statt. Austragungsort war die Seidensticker Halle. Es war die 62. Auflage der Titelkämpfe.

## Medaillengewinner
| Disziplin    | Gold                                                                       | Silber                                                                     | Bronze                                                                      |
| ------------ | -------------------------------------------------------------------------- | -------------------------------------------------------------------------- | --------------------------------------------------------------------------- |
| Herreneinzel | Lukas Schmidt (1. BC Bischmisheim)                                         | Marcel Reuter (1. BC Bischmisheim)                                         | Sven Eric Kastens (FC Langenfeld)                                           |
| Herreneinzel | Lukas Schmidt (1. BC Bischmisheim)                                         | Marcel Reuter (1. BC Bischmisheim)                                         | Patrick Kämnitz (Horner TV)                                                 |
| Dameneinzel  | Karin Schnaase (SC Union 08 Lüdinghausen)                                  | Fabienne Deprez (FC Langenfeld)                                            | Yvonne Li (Hamburger SV)                                                    |
| Dameneinzel  | Karin Schnaase (SC Union 08 Lüdinghausen)                                  | Fabienne Deprez (FC Langenfeld)                                            | Luise Heim (1. BC Beuel)                                                    |
| Herrendoppel | Michael Fuchs (1. BC Bischmisheim) Johannes Schöttler (1. BC Bischmisheim) | Peter Käsbauer (PTSV Rosenheim) Josche Zurwonne (SC Union 08 Lüdinghausen) | Kristof Hopp (1. BC Bischmisheim) Ingo Kindervater (1. BC Beuel)            |
| Herrendoppel | Michael Fuchs (1. BC Bischmisheim) Johannes Schöttler (1. BC Bischmisheim) | Peter Käsbauer (PTSV Rosenheim) Josche Zurwonne (SC Union 08 Lüdinghausen) | Andreas Heinz (1. BC Beuel) Max Schwenger (TV Refrath)                      |
| Damendoppel  | Johanna Goliszewski (1. BV Mülheim) Birgit Michels (1. BC Beuel)           | Isabel Herttrich (PTSV Rosenheim) Carla Nelte (TV Refrath)                 | Anika Dörr (SV Fun-Ball Dortelweil) Luise Heim (1. BC Beuel)                |
| Damendoppel  | Johanna Goliszewski (1. BV Mülheim) Birgit Michels (1. BC Beuel)           | Isabel Herttrich (PTSV Rosenheim) Carla Nelte (TV Refrath)                 | Lara Käpplein (SG Anspach) Jennifer Karnott (SpVgg Sterkrade-Nord)          |
| Mixed        | Michael Fuchs (1. BC Bischmisheim) Birgit Michels (1. BC Beuel)            | Peter Käsbauer (PTSV Rosenheim) Isabel Herttrich (PTSV Rosenheim)          | Johannes Schöttler (1. BC Bischmisheim) Johanna Goliszewski (1. BV Mülheim) |
| Mixed        | Michael Fuchs (1. BC Bischmisheim) Birgit Michels (1. BC Beuel)            | Peter Käsbauer (PTSV Rosenheim) Isabel Herttrich (PTSV Rosenheim)          | Max Schwenger (TV Refrath) Carla Nelte (TV Refrath)                         |

## Herreneinzel
- Sebastian Strödke – Lin-Yu Oei: 21-9 21-11
- Moritz Predel:  - Ciarán Fitzgerald: 23-21 15-21 21-13
- Lucas Bednorsch – Kim Zeber: 21-10 21-13
- Alexander Strehse – Maurice Deprez: 11-21 21-17 24-22
- Jan Blomeyer – Marc Schwenger: 22-20 21-18
- Max Weißkirchen – Peter Lang: 21-16 21-15
- Jens Ehlert – Thomas Nirschl: 21-19 21-11
- Alexander Semrau – Michael Nonn: 21-15 21-10
- Jan Collin Strehse – Hannes Käsbauer: 12-21 21-17 21-19
- Malte Laibacher – Alois Henke: 21-18 21-17
- Simon Wang – David Kramer: 22-20 13-21 25-23
- Lars Schänzler – Dennis Friedenstab: 21-8 21-10
- Thomas Legleitner – Steffen Hohenberg: 21-17 21-9
- Sebastian Rduch – Johannes Pistorius: 21-10 21-19
- Manuel Heumann – Daniel Seifert: 21-12 21-12
- Philipp Wachenfeld – Andreas Kämmer: 21-18 21-11
- Daniel Benz – Tobias Axmann: 21-5 21-11
- Philipp Discher – Robert Franke: 21-7 21-13
- Matthias Deininger – Christian Bald: 21-14 21-16
- Mats Hukriede – Christopher Skrzeba: 21-15 17-21 21-15
- Dieter Domke – Sebastian Strödke: 21-6 21-11
- Kai Waldenberger – Stefan Adam: 21-14 21-19
- Sven Eric Kastens – Moritz Predel: 21-15 21-19
- Lucas Bednorsch – Alexander Strehse: 21-13 21-16
- Marcel Reuter – Jan Blomeyer: 21-7 21-13
- Max Weißkirchen – Jens Ehlert: 21-18 21-14
- Alexander Roovers – Alexander Semrau: 21-10 21-14
- Jan Collin Strehse – Malte Laibacher: 21-15 21-11
- Lars Schänzler – Simon Wang: 21-15 21-13
- Patrick Kämnitz – Thomas Legleitner: 24-22 21-17
- Sebastian Rduch – David Peng: 21-10 21-16
- Manuel Heumann – Jens Lamsfuß: 22-20 21-16
- Daniel Benz – Philipp Wachenfeld: 21-5 21-12
- Fabian Roth – Philipp Discher: 21-8 21-8
- Tobias Wadenka – Matthias Deininger: 21-10 15-21 21-7
- Lukas Schmidt – Mats Hukriede: 21-13 21-13
- Kai Waldenberger – Dieter Domke: 21-16 15-21 21-19
- Sven Eric Kastens – Lucas Bednorsch: 21-13 21-11
- Marcel Reuter – Max Weißkirchen: 21-11 21-14
- Alexander Roovers – Jan Collin Strehse: 19-21 21-12 21-17
- Patrick Kämnitz – Lars Schänzler: 21-13 12-21 21-16
- Manuel Heumann – Sebastian Rduch: 21-19 22-20
- Fabian Roth – Daniel Benz: 21-15 21-17
- Lukas Schmidt – Tobias Wadenka: 19-21 21-9 21-9
- Marcel Reuter – Sven Eric Kastens: 21-19 21-12
- Lukas Schmidt – Patrick Kämnitz: 17-21 21-10 21-19
- Sven Eric Kastens – Kai Waldenberger: 21-16 21-11
- Patrick Kämnitz – Manuel Heumann: 21-13 21-15
- Lukas Schmidt – Fabian Roth: 19-21 21-19 21-15
- Marcel Reuter – Alexander Roovers: 21-15 17-21 21-10
- Lukas Schmidt – Marcel Reuter: 23-21 21-10

## Dameneinzel
- Annika Horbach – Maren Völkering: w.o.
- Janice Kaulitzky – Franziska Willenbacher: 21-18 21-11
- Karina Büser – Julia Kunkel: w.o.
- Juliane Peters – Sarah Lamsfuß: 21-10 21-17
- Sabrina Hüsken – Larina Tornow: w.o.
- Fabienne Köhler – Vanessa Poyatos: 21-10 21-18
- Theresa Wurm – Judith Petrikowski: w.o.
- Kerstin Wagner – Diana Lamsfuß: 21-9 21-7
- Tessa Koschig – Janine Büteröwe: 21-13 18-21 21-12
- Neele Voigt – Mareike Drerup: 21-10 21-16
- Brid Stepper – Maike Pilgram: 21-19 21-19
- Ramona Hacks – Anna Bram: 22-24 21-17 21-11
- Lisa Kaminski – Eva Kohlhaas: 21-16 21-12
- Nicole Bartsch – Sara Janssens: 21-18 21-17
- Lea Dingler – Nadine Ehlenbröker: 21-16 21-16
- Kira Weddemar – Sonja Schlösser: 21-16 17-21 21-14
- Janice Kaulitzky – Maxi Stelzer: 20-22 21-19 21-19
- Mona Reich – Karina Büser: 21-16 21-11
- Lisa Deichgräber – Juliane Peters: 21-14 21-9
- Anika Dörr – Sabrina Hüsken: 21-2 21-4
- Hannah Pohl – Marie Schweitzer: 21-12 21-13
- Yvonne Li – Fabienne Köhler: 21-12 21-11
- Theresa Wurm – Kerstin Wagner: 21-13 21-13
- Karin Schnaase – Annika Horbach: 21-6 21-8
- Neele Voigt – Tessa Koschig: 21-10 21-12
- Alina Hammes – Brid Stepper: 21-10 21-5
- Claudia Vogelgsang – Ramona Hacks: 21-15 21-15
- Fabienne Deprez – Lisa Kaminski: 22-20 21-17
- Sandra Emrich – Nicole Bartsch: 21-10 21-14
- Luise Heim – Lea Dingler: 21-8 21-9
- Mette Stahlberg – Andrea Winkmann: 21-5 21-5
- Kira Weddemar – Olga Konon: w.o.
- Karin Schnaase – Janice Kaulitzky: 21-11 21-8
- Fabienne Deprez – Claudia Vogelgsang: 21-10 21-16
- Anika Dörr – Hannah Pohl: 21-16 21-17
- Mette Stahlberg – Kira Weddemar: 21-5 21-13
- Lisa Deichgräber – Mona Reich: 22-20 12-21 21-17
- Yvonne Li – Theresa Wurm: 21-17 21-15
- Alina Hammes – Neele Voigt: 21-13 21-12
- Luise Heim – Sandra Emrich: 21-9 21-12
- Karin Schnaase – Yvonne Li: 21-17 21-19
- Fabienne Deprez – Luise Heim: 22-20 21-10
- Karin Schnaase – Lisa Deichgräber: 21-7 21-6
- Yvonne Li – Anika Dörr: 21-19 21-12
- Fabienne Deprez – Alina Hammes: 16-21 21-10 21-15
- Luise Heim – Mette Stahlberg: 21-7 21-17
- Karin Schnaase – Fabienne Deprez: 21-13 21-16
- Annika Horbach – Maren Völkering: w.o.
- Janice Kaulitzky – Franziska Willenbacher: 21-18 21-11
- Karina Büser – Julia Kunkel: w.o.
- Juliane Peters – Sarah Lamsfuß: 21-10 21-17
- Sabrina Hüsken – Larina Tornow: w.o.
- Fabienne Köhler – Vanessa Poyatos: 21-10 21-18
- Theresa Wurm – Judith Petrikowski: w.o.
- Kerstin Wagner – Diana Lamsfuß: 21-9 21-7
- Tessa Koschig – Janine Büteröwe: 21-13 18-21 21-12
- Neele Voigt – Mareike Drerup: 21-10 21-16
- Brid Stepper – Maike Pilgram: 21-19 21-19
- Ramona Hacks – Anna Bram: 22-24 21-17 21-11
- Lisa Kaminski – Eva Kohlhaas: 21-16 21-12
- Nicole Bartsch – Sara Janssens: 21-18 21-17
- Lea Dingler – Nadine Ehlenbröker: 21-16 21-16
- Kira Weddemar – Sonja Schlösser: 21-16 17-21 21-14
- Janice Kaulitzky – Maxi Stelzer: 20-22 21-19 21-19
- Mona Reich – Karina Büser: 21-16 21-11
- Lisa Deichgräber – Juliane Peters: 21-14 21-9
- Anika Dörr – Sabrina Hüsken: 21-2 21-4
- Hannah Pohl – Marie Schweitzer: 21-12 21-13
- Yvonne Li – Fabienne Köhler: 21-12 21-11
- Theresa Wurm – Kerstin Wagner: 21-13 21-13
- Karin Schnaase – Annika Horbach: 21-6 21-8
- Neele Voigt – Tessa Koschig: 21-10 21-12
- Alina Hammes – Brid Stepper: 21-10 21-5
- Claudia Vogelgsang – Ramona Hacks: 21-15 21-15
- Fabienne Deprez – Lisa Kaminski: 22-20 21-17
- Sandra Emrich – Nicole Bartsch: 21-10 21-14
- Luise Heim – Lea Dingler: 21-8 21-9
- Mette Stahlberg – Andrea Winkmann: 21-5 21-5
- Kira Weddemar – Olga Konon: w.o.
- Karin Schnaase – Janice Kaulitzky: 21-11 21-8
- Fabienne Deprez – Claudia Vogelgsang: 21-10 21-16
- Anika Dörr – Hannah Pohl: 21-16 21-17
- Mette Stahlberg – Kira Weddemar: 21-5 21-13
- Lisa Deichgräber – Mona Reich: 22-20 12-21 21-17
- Yvonne Li – Theresa Wurm: 21-17 21-15
- Alina Hammes – Neele Voigt: 21-13 21-12
- Luise Heim – Sandra Emrich: 21-9 21-12
- Karin Schnaase – Yvonne Li: 21-17 21-19
- Fabienne Deprez – Luise Heim: 22-20 21-10
- Karin Schnaase – Lisa Deichgräber: 21-7 21-6
- Yvonne Li – Anika Dörr: 21-19 21-12
- Fabienne Deprez – Alina Hammes: 16-21 21-10 21-15
- Luise Heim – Mette Stahlberg: 21-7 21-17
- Karin Schnaase – Fabienne Deprez: 21-13 21-16

## Herrendoppel
- Manuel Heumann / Tobias Wadenka – Andreas Kämmer / Jonathan Persson: 21-17 21-18
- Robert Georg / Daniel Benz – Bjarne Geiss / Daniel Seifert: 21-12 21-15
- Sven Eric Kastens / Lucas Bednorsch – Jens Lamsfuß / Christopher Skrzeba: 21-18 21-15
- Mats Hukriede / Finn Torben Glomp – Fabian Fritz / Timm Griesbach: 21-16 21-14
- Sebastian Strödke / Christian Bald – Florian Kaminski / Bennet Köhler: 21-16 23-21
- Steffen Hohenberg / Christian Böhmer – David Kramer / Julian Kramer: 21-15 21-18
- Niclas Lohau / Julien Gupta – Patrick Kämnitz / Rasmus Zander: 22-20 21-18
- Marc Schwenger / Thomas Nirschl – Marc Flato / Alexander Ohk: 21-14 21-15
- Alexander Buchwald / Simon Böer – Matthias Deininger / Michael Nonn: 14-21 21-17 21-8
- Tobias Axmann / Stefan Adam – David Peng / Max Weißkirchen: w.o.
- Daniel Porath / Robert Hinsche – Jens Kamburg / Daniel Schmidt: 21-14 18-21 21-19
- Johannes Schöttler / Michael Fuchs – Malte Laibacher / Hendrik Westermeyer: 21-12 21-13
- Tobias Wadenka / Manuel Heumann – Alexander Strehse / Jan Collin Strehse: 21-14 21-10
- Philipp Wachenfeld / Denis Nyenhuis – Daniel Benz / Robert Georg: 21-16 21-11
- Marvin Seidel / Johannes Pistorius – Lucas Bednorsch / Sven Eric Kastens: 21-19 21-15
- Ingo Kindervater / Kristof Hopp – Tobias Scheyerle / Alexander Semrau: 21-14 21-14
- Mats Hukriede / Finn Torben Glomp – Johann Höflitz / Moritz Predel: 21-16 21-11
- Mark Lamsfuß / Fabian Holzer – Christian Bald / Sebastian Strödke: 21-12 21-16
- Marcel Reuter / Hannes Käsbauer – Christian Böhmer / Steffen Hohenberg: 21-12 21-9
- Maurice Niesner / Jens Ehlert – Julien Gupta / Niclas Lohau: 24-22 21-19
- Nikolaj Persson / Raphael Beck – Thomas Nirschl / Marc Schwenger: 21-11 19-21 21-14
- David Stremlau / Julian Lohau – Christopher Fix / Matthias Fix: 21-12 27-29 21-17
- Max Schwenger / Andreas Heinz – Simon Kramer / Sebastian Roth: 21-14 21-4
- Mike Joppien / Thorsten Hukriede – Simon Böer / Alexander Buchwald: 21-17 21-11
- Thomas Legleitner / Peter Lang – Stefan Adam / Tobias Axmann: 22-20 21-18
- Daniel Porath / Robert Hinsche – Lin-Yu Oei / Marcel Stechert: 17-21 21-16 21-12
- Josche Zurwonne / Peter Käsbauer – Robert Franke / Alois Henke: 21-15 21-13
- Johannes Schöttler / Michael Fuchs – Manuel Heumann / Tobias Wadenka: 21-12 21-14
- Philipp Wachenfeld / Denis Nyenhuis – Johannes Pistorius / Marvin Seidel: 21-17 21-9
- Mark Lamsfuß / Fabian Holzer – Hannes Käsbauer / Marcel Reuter: 21-13 21-17
- Nikolaj Persson / Raphael Beck – Jens Ehlert / Maurice Niesner: 21-12 22-20
- Max Schwenger / Andreas Heinz – Julian Lohau / David Stremlau: 21-6 21-12
- Mike Joppien / Thorsten Hukriede – Peter Lang / Thomas Legleitner: 21-23 22-20 21-14
- Josche Zurwonne / Peter Käsbauer – Robert Hinsche / Daniel Porath: 21-16 21-15
- Ingo Kindervater / Kristof Hopp – Finn Torben Glomp / Mats Hukriede: 21-6 21-11
- Johannes Schöttler / Michael Fuchs – Kristof Hopp / Ingo Kindervater: 21-16 21-15
- Josche Zurwonne / Peter Käsbauer – Andreas Heinz / Max Schwenger: 21-19 21-17
- Johannes Schöttler / Michael Fuchs – Denis Nyenhuis / Philipp Wachenfeld: 21-8 21-13
- Ingo Kindervater / Kristof Hopp – Fabian Holzer / Mark Lamsfuß: 21-16 24-22
- Max Schwenger / Andreas Heinz – Raphael Beck / Nikolaj Persson: 21-16 21-19
- Josche Zurwonne / Peter Käsbauer – Thorsten Hukriede / Mike Joppien: 20-22 21-9 21-14
- Johannes Schöttler / Michael Fuchs – Peter Käsbauer / Josche Zurwonne: 21-13 21-11

## Damendoppel
- Luise Heim / Anika Dörr – Karina Büser / Janine Büteröwe: 21-15 21-8
- Kerstin Wagner / Claudia Vogelgsang – Joyce Grimm / Noreen Rurainski: 21-17 21-12
- Birgit Michels / Johanna Goliszewski – Larina Tornow / Maren Völkering: w.o.
- Laura Riffelmann / Dana Kaufhold – Brid Stepper / Franziska Willenbacher: 21-9 21-10
- Franziska Volkmann / Kira Kattenbeck – Tessa Koschig / Juliane Peters: 21-16 21-11
- Yvonne Li / Fabienne Köhler – Jacqueline Mazurek / Kira Weddemar: 21-11 21-16
- Neele Voigt / Laura Ufermann – Lisa Deichgräber / Sonja Schlösser: 21-11 21-16
- Theresa Wurm / Eva Kohlhaas – Nadine Ehlenbröker / Annika Horbach: 21-10 21-14
- Annekatrin Lillie / Nadine Cordes – Svenja Kopplin / Andrea Winkmann: 21-7 21-9
- Kerstin Wagner / Claudia Vogelgsang – Barbara Bellenberg / Ramona Hacks: 15-21 21-14 21-14
- Eva Janssens / Linda Efler – Sandra Emrich / Mona Reich: 21-16 21-14
- Hannah Pohl / Lisa Kaminski – Jana Bühl / Franziska Ottrembka: 21-17 21-17
- Jennifer Karnott / Lara Käpplein – Hanna Kölling / Mette Stahlberg: 21-15 24-22
- Maxi Stelzer / Nicole Bartsch – Diana Lamsfuß / Sarah Lamsfuß: 21-12 21-23 21-9
- Kathrin Wanhoff / Michaela Peiffer – Nicole Nonn / Ina Vermaßen: 21-12 21-9
- Marie Schweitzer / Janice Kaulitzky – Anna Bram / Lea Dingler: 21-13 21-13
- Carla Nelte / Isabel Herttrich – Anna Dollak / Vanessa Poyatos: 21-6 21-4
- Birgit Michels / Johanna Goliszewski – Dana Kaufhold / Laura Riffelmann: 21-12 21-7
- Franziska Volkmann / Kira Kattenbeck – Fabienne Köhler / Yvonne Li: 21-16 13-21 21-18
- Neele Voigt / Laura Ufermann – Eva Kohlhaas / Theresa Wurm: 21-13 21-15
- Luise Heim / Anika Dörr – Nadine Cordes / Annekatrin Lillie: 26-24 18-21 21-11
- Eva Janssens / Linda Efler – Claudia Vogelgsang / Kerstin Wagner: 13-21 21-12 21-10
- Jennifer Karnott / Lara Käpplein – Lisa Kaminski / Hannah Pohl: 21-10 21-11
- Kathrin Wanhoff / Michaela Peiffer – Nicole Bartsch / Maxi Stelzer: 21-16 21-12
- Carla Nelte / Isabel Herttrich – Janice Kaulitzky / Marie Schweitzer: 21-18 21-8
- Birgit Michels / Johanna Goliszewski – Anika Dörr / Luise Heim: 21-9 21-11
- Carla Nelte / Isabel Herttrich – Lara Käpplein / Jennifer Karnott: 21-8 21-17
- Birgit Michels / Johanna Goliszewski – Kira Kattenbeck / Franziska Volkmann: 21-10 21-12
- Luise Heim / Anika Dörr – Laura Ufermann / Neele Voigt: 21-15 21-12
- Carla Nelte / Isabel Herttrich – Michaela Peiffer / Kathrin Wanhoff: 21-14 21-14
- Jennifer Karnott / Lara Käpplein – Linda Efler / Eva Janssens: 21-9 19-21 21-14
- Birgit Michels / Johanna Goliszewski – Isabel Herttrich / Carla Nelte: 21-11 16-21 21-15

## Mixed
- Lin-Yu Oei / Franziska Ottrembka – Alois Henke / Maxi Stelzer: 19-21 21-13 21-16
- Manuel Heumann / Kerstin Wagner – Bjarne Geiss / Yvonne Li: 24-22 21-15
- Sebastian Rduch / Alina Hammes – Hannes Käsbauer / Ramona Hacks: 22-24 21-19 21-16
- Christian Bald / Sara Janssens – Thomas Legleitner / Vanessa Poyatos: 21-18 21-16
- Max Weißkirchen / Eva Janssens – Lucas Gredner / Larina Tornow: w.o.
- Daniel Porath / Sonja Schlösser – Tobias Scheyerle / Brid Stepper: 13-21 21-18 21-13
- Malte Laibacher / Hannah Pohl – Stefan Adam / Nicole Bartsch: 21-18 21-17
- Johannes Pistorius / Linda Efler – Robert Franke / Noreen Rurainski: 21-16 17-21 21-17
- Philipp Wachenfeld / Fabienne Köhler – Fabian Fritz / Mona Reich: 21-13 18-21 21-6
- Steffen Hohenberg / Michaela Peiffer – Robert Hinsche / Jana Bühl: 12-21 21-13 21-9
- Fabian Stoppel / Laura Riffelmann – Yannik Windhorst / Lea Dingler: 21-7 21-15
- Kai Waldenberger / Janice Kaulitzky – Timm Griesbach / Ina Vermaßen: 21-12 21-15
- Jonathan Persson / Nadine Cordes – Jens Lamsfuß / Diana Lamsfuß: 21-8 16-21 21-14
- Marvin Seidel / Lara Käpplein – Lin-Yu Oei / Franziska Ottrembka: 21-9 21-18
- Andreas Heinz / Annika Horbach – Manuel Heumann / Kerstin Wagner: 21-14 21-11
- Sebastian Rduch / Alina Hammes – Fabian Roth / Jennifer Karnott: 13-21 23-21 21-17
- Johannes Schöttler / Johanna Goliszewski – Christian Bald / Sara Janssens: 21-10 21-10
- Max Weißkirchen / Eva Janssens – Christopher Fix / Tessa Koschig: 18-21 21-13 21-15
- Raphael Beck / Kira Kattenbeck – Daniel Porath / Sonja Schlösser: 21-15 20-22 21-19
- Thorsten Hukriede / Neele Voigt – Sebastian Roth / Franziska Willenbacher: 21-9 21-15
- Mark Lamsfuß / Franziska Volkmann – Malte Laibacher / Hannah Pohl: 21-13 18-21 21-13
- Benjamin Wanhoff / Kathrin Wanhoff – Johannes Pistorius / Linda Efler: 16-21 21-17 21-16
- Michael Fuchs / Birgit Michels – Andreas Kämmer / Lisa Deichgräber: 21-9 21-10
- Philipp Wachenfeld / Fabienne Köhler – Daniel Schmidt / Sandra Emrich: 21-11 21-17
- Max Schwenger / Carla Nelte – Steffen Hohenberg / Michaela Peiffer: 21-14 21-14
- Fabian Holzer / Barbara Bellenberg – Fabian Stoppel / Laura Riffelmann: 21-13 21-17
- Niclas Lohau / Laura Ufermann – Kai Waldenberger / Janice Kaulitzky: 15-21 21-12 21-16
- Jonathan Persson / Nadine Cordes – Julian Kramer / Eva Kohlhaas: 21-12 21-15
- Peter Käsbauer / Isabel Herttrich – Alexander Buchwald / Sabrina Sobek: 21-10 21-11
- Fabian Holzer / Barbara Bellenberg – Niclas Lohau / Laura Ufermann: 21-17 16-21 24-22
- Michael Fuchs / Birgit Michels – Marvin Seidel / Lara Käpplein: 21-16 21-17
- Peter Käsbauer / Isabel Herttrich – Jonathan Persson / Nadine Cordes: 21-17 21-6
- Andreas Heinz / Annika Horbach – Sebastian Rduch / Alina Hammes: 23-21 21-19
- Thorsten Hukriede / Neele Voigt – Raphael Beck / Kira Kattenbeck: 21-14 13-21 21-19
- Johannes Schöttler / Johanna Goliszewski – Max Weißkirchen / Eva Janssens: 21-12 21-9
- Mark Lamsfuß / Franziska Volkmann – Benjamin Wanhoff / Kathrin Wanhoff: 21-17 19-21 21-15
- Max Schwenger / Carla Nelte – Philipp Wachenfeld / Fabienne Köhler: 21-12 21-17
- Michael Fuchs / Birgit Michels – Johannes Schöttler / Johanna Goliszewski: 17-21 21-9 21-19
- Peter Käsbauer / Isabel Herttrich – Max Schwenger / Carla Nelte: 21-18 21-17
- Michael Fuchs / Birgit Michels – Andreas Heinz / Annika Horbach: 21-12 21-12
- Johannes Schöttler / Johanna Goliszewski – Thorsten Hukriede / Neele Voigt: 21-14 21-13
- Max Schwenger / Carla Nelte – Mark Lamsfuß / Franziska Volkmann: 21-15 21-13
- Peter Käsbauer / Isabel Herttrich – Fabian Holzer / Barbara Bellenberg: 21-13 15-21 25-23
- Michael Fuchs / Birgit Michels – Peter Käsbauer / Isabel Herttrich: 19-21 21-16 21-13